# Conognatha pretiosissima
Conognatha pretiosissima es una especie de escarabajo del género Conognatha, familia Buprestidae. Fue descrita científicamente por Chevrolat en 1838.
Esta especie se encuentra en Brasil y Argentina.

## Descripción
Puede alcanzar una longitud de unos 23 milímetros (0,91 pulgadas). El color básico es el verde metálico, con cuatro manchas naranjas en los élitros.